# 提示框

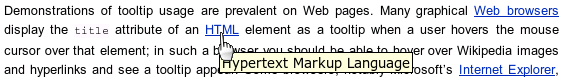
黃色內容即為提示框

提示框是一种常见的图形用户界面元素，例如当鼠标悬停在超链接等其他網頁組件上时，頁面上会显示有关该組件的信息，例如這個按钮有什麼功能，組件上的缩写是什麼意思。 